# Super Smash Bros. (Nintendo 64)
Super Smash Bros., conegut al Japó com a Nintendo All Star! Dairantō Smash Brothers (ニンテンドウオールスター！大乱闘スマッシュブラザーズ, Nintendō Ōru Sutā! Dairantō Sumasshu Burazāzu, lit. "Nintendo All-Star! Great Melee Smash Brothers"), és un videojoc de lluita desenvolupat per HAL Laboratory i publicat per Nintendo per a la consola Nintendo 64. Fou llançat al Japó el 21 de gener de 1999 a Amèrica del Nord el 26 d'abril de 1999, i a Europa el 19 de novembre de 1999. Super Smash Bros. és el primer joc dins de la sèrie Super Smash Bros., i el segueixen dins d'aquesta sèrie Super Smash Bros. Melee, llançat per la Nintendo GameCube el 2001, Super Smash Bros. Brawl, llançat per la Wii el 2008 i la quarta entrega llançada per a Wii U i Nintendo 3DS el 2014. Super Smash Bros. fou llançat per la Virtual Console de la Wii al Japó el 2009, a Europa el 12 de juny de 2009 i a Amèrica del Nord el 21 de desembre de 2009.
El joc és essencialment un crossover entre diverses franquícies de Nintendo, com Mario, The Legend of Zelda i Kirby. Super Smash Bros. va rebre majoritàriament crítiques positives per part dels mitjans. Tingué molt èxit comercialment, venent més de 4,9 milions de còpies, amb 2.93 milions de còpies venudes als Estats Units, i 1.97 milions de còpies al Japó.

## Creació i desenvolupament
Super Smash Bros. fou desenvolupat per HAL Laboratory, un segon desenvolupador de Nintendo durant el 1998. Masahiro Sakurai estava interessant a fer un joc de lluita per a quatre jugadors. Com que no tenia idees, els seus primers dissenys eren personatges simples. Va fer una presentació a Satoru Iwata, qui el va ajudar a continuar, i ja que Sakurai sabia que molts dels jocs de lluita no venien bé, va buscar maneres de fer-lo original. La seva primera idea fou d'incloure personatges famosos de Nintendo i fer-los lluitar. Sabent que no tindria el permís necessari, Sakurai va fer un prototip del joc sense permís dels desenvolupadors i no els va informar fins que no va estar segur del fet que el joc estava ben equilibrat. Pel prototip va utilitzar Mario, Donkey Kong, Samus i Fox. Més tard, la idea es va aprovar. El joc tenia poc pressupost i poca promoció, i es va pensar de llançar-lo només al Japó, però a causa del seu gran èxit es va poder llançar a tot el món. Segons Destructoid, la jugabilitat de Super Smash Bros. estava inspirada en The Outfoxies, un joc d'arcade de Namco.

## Jugabilitat
La sèrie de Super Smash Bros. és una sortida dramàtica de diversos jocs de lluita. En comptes de guanyar fent que la barra de vida de l'oponent s'acabi, els jugadors de Smash Bros han de fer que l'oponent surti de l'escenari de la pantalla. A Super Smash Bros., els personatges tenen un dany total, representat amb un percentatge, que creix a mesura que són danyats. Aquest percentatge, però, pot ser superior a 100%, però només pot arribar al 999% de danys màxims. A mesura que l'oponent és més feble, els atacs li fan més mal. Per deixar fora de combat un rival, el jugador ha d'enviar el personatge volant i fer que surti dels límits de l'escenari, que no és pas una àrea tancada sinó una arena sense límits, sovint un seguit de plataformes flotants. Quan un personatge surt de l'escenari, ha d'intentar tornar a les plataformes fent moviments que permetin saltar; així hi ha personatges que tenen els salts llargs, i poden tenir un temps de "recuperació" més fàcil que d'altres. Addicionalment, alguns personatges pesen més que altres, fent més difícil de fer-los fora, però a conseqüència més difícils de recuperar.
Cada personatge té moviments distintius (com la bola de foc de Mario) com també armes i power-ups que es poden utilitzar en els diferents escenaris. Aquests ítems apareixen de forma aleatòria en forma d'espases, bats de beisbol, fans, closques de tortuga i martells, entre d'altres.
Els controls de Super Smash Bros. són molt simples en comparació amb altres jocs de lluita. Mentre que els jocs de lluita tradicionals com Street Fighter o Tekken requereixen que el jugador es memoritzi combinacions de tecles (de vegades llargues i complicades i que depenen que el personatge), Smash Bros utilitza la mateixa tecla per un mateix atac, una barra de control de direcció única per accedir a tots els moviments de personatges. No cal que els personatges lluitin constantment contra l'oponent, sinó que poden córrer lluirement. El joc es concentra més en l'habilitat aèria i de plataformes que no pas altres jocs de lluita, amb escenaris també més grans, molts dels quals no són una plataforma plana. Cada escenari ofereix una jugabilitat i motius estratègics diferents, fent que el lloc de lluita sigui més important que en altres jocs. Smash Bros. també implementa mecàniques per bloquejar atacs i esquivar-los. També es pot agafar i tirar personatges, permetent una gran varietat de maneres d'atacar.
Durant les batalles, apareixen al terreny de joc ítems relacionats amb Nintendo. Aquests ítems tenen diversos propòsits, des de danyar a l'oponent fins a restaurar la salut del jugador. Addicionalment, molts escenaris presenten una temàtica relacionada amb una franquícia de Nintendo o un joc específic de Nintendo, i són interactius amb el jugador. Tot i que els escenaris estan renderitzats en tres dimensions, els jugadors només es poden moure en un pla bidimensional. No es pot jugar a tots els escenaris des del principi; s'ha d'aconseguir un escenari fent certs requisits.

### Un jugador
Tot i que el jugador pot triar entre cinc nivells de dificultat i nombre de vides, el mode "un jugador" del joc segueix sempre la mateixa sèrie d'oponents. Aquest mode de joc s'anomena "Classic Mode" en seqüeles. El jugador pot triar un personatge desbloquejat, i lluitar contra un seguit de personatges en un ordre específic, intentant derrotar-los amb un nombre limitat de vides i un temps limitat. Si el jugador perd totes les vides o se li acaba el temps, pot continuar al cost de la suma considerable dels punts totals.
Els minijocs "Break the Targets" i "Board the Platforms" són dos dels joc d'un jugador restants. L'objectiu dels minijocs és trencar cada objectiu o allotjar-se a cada plataforma, respectivament. Aquest objectiu s'ha de complir sense caure de cada escenari específic del personatge. L'últim és la secció "Training Mode", on el jugador pot triar entre qualssevol dels personatges disponibles i triar l'oponent, com també l'escenari. Un cop el joc comença, es pot desplegar un menú per tenir control de gairebé tot el nivell, com ara alentir la velocitat del joc, afegir ítems o dir què ha de fer l'oponent.

### Multijugador
Al mode multijugador hi poden jugar fins a quatre persones, que té regles específiques predeterminades pels jugadors. Dos dels modes multijugador són partits estoc i amb un temps determinat. Això dona a cada jugador una quantitat determinada de vides o un límit de temps seleccionat, abans de començar a lluitar. Les batalles "free for all" o per equip també es poden triar durant les lluites utilitzant estoc o temps. Es declara el guanyador un cop el temps s'acaba, o si tots els jugadors excepte un han perdut totes les seves vides.

### Àudio
Super Smash Bros. conté música d'algunes de les franquícies més populars de Nintendo. Mentre que moltes de les cançons es van arranjar pel joc, es van extreure algunes peces directament de la seva font. La música de Super Smash Bros. fou composta per Hirozaku Ando, qui més tard va retornar com a director de so i música a Super Smash Bros. Melee. L'any 2000 Teichiku Records va llançar la banda sonora del joc completa.